# Survival of the Dead - L'isola dei sopravvissuti
Survival of the Dead - L'isola dei sopravvissuti (Survival of the Dead) è un film del 2009 diretto da George A. Romero.
Si tratta dell'ultimo film diretto da Romero, maestro riconosciuto del cinema dell'orrore.

## Trama
A Plum Island, al largo della costa del Delaware, è in corso una lunga faida tra le famiglie del patriarca Patrick O'Flynn, che vuole eliminare gli zombi, e Seamus Muldoon, che vuole trovare una cura per far riportare alla normalità i suoi parenti zombi, la faida termina, per il momento con la cacciata di Patrick O'Flynn che viene costretto a lasciare l'isola. Intanto in America, un gruppo di guardie nazionali, formato da Sarge "Nicotina" Crocket, Chuck, Cisco e Tomboy, sono alla ricerca di un posto sicuro dove stare.
Dopo aver soccorso un ragazzo da un gruppo di zombi, quest'ultimo suggerisce al gruppo di raggiungere Patrick O'Flynn del quale ha visto un messaggio su internet in cui suggerisce di recarsi sull'isola, posto da lui definito "sicuro". In realtà il suo vero scopo è quello di mandare quanta più gente possibile sull'isola per infastidire il suo rivale Seamus Muldoon. Dopo un primo incontro/scontro tra i due gruppi, Patrick e gli ex militari si imbarcano per l'isola. Quando giungono finalmente a destinazione, vengono attaccati dagli uomini di Muldoon e scoprono che l'isola è piena di zombi.
Dopo l'uccisione di Chuck da parte degli uomini di Muldoon, Serge e gli altri si preparano a sconfiggere Muldoon stesso. Infine, dopo una serie di avvenimenti, il gruppo dei militari fugge dall'isola, mentre Patrick O'Flynn e Seamus Muldoon si uccidono a vicenda. Nell'ultima scena si vedono gli zombi di Patrick e di Seamus affrontarsi vanamente con le pistole ormai scariche a rappresentare l'eterno rancore tra i due e al contempo l'inutilità dell'odio fine a se stesso.

## Produzione
Il film venne prodotto indipendentemente e distribuito dalla Artfire Pictures. Il budget del film era di quattro milioni di dollari. Il film è considerato il sesto film della "saga dei Morti Viventi". Il 21 luglio 2009 venne annunciato che il titolo completo del film è George A. Romero's Survival of the Dead. Romero girò il film a Port Dover e a Toronto, in Ontario, con un cast e uno staff interamente canadese. Secondo Romero, il film venne girato a Toronto a causa degli incentivi fiscali. Il film si è ispirato al film western del 1958 Il grande paese.

## Distribuzione
Il film è stato presentato in anteprima mondiale il 9 settembre 2009 in Concorso alla 66ª Mostra internazionale d'arte cinematografica di Venezia.
È stato poi distribuito negli Stati Uniti d'America il 28 maggio 2010
, mentre in Italia è stato distribuito direttamente in DVD a partire dal 21 luglio 2010.